# Гроза (фильм, 1933)

Постер фильма

«Гроза» — художественный фильм по одноимённой пьесе Александра Островского.

## Сюжет
Первая половина XIX в. Вымышленный приволжский городок Калинов. Общественный сад на высоком берегу Волги. Местный механик-самоучка Кулигин беседует с молодыми людьми — Кудряшом, приказчиком богатого купца Дикого, и мещанином Шапкиным — о грубых выходках и самодурстве Дикого. Затем появляется Борис, племянник Дикого, который в ответ на расспросы Кулигина рассказывает, что его родители жили в Москве, дали ему образование в Коммерческой академии и оба умерли во время эпидемии. Он же приехал к Дикому, оставив сестру у материнской родни, чтобы получить часть наследства бабушки, которое Дикой должен ему отдать согласно завещанию, если Борис будет к нему почтителен. Все его уверяют: на таких условиях Дикий никогда не отдаст ему денег. Борис жалуется Кулигину, что никак не может привыкнуть к жизни в доме Дикого, Кулигин рассказывает о Калинове.
Странница Феклуша, хвалит город за «бла-а-лепие», а дом Кабановых за особую щедрость к странникам. Кулигин же описывает Кабанову: «Ханжа, сударь, нищих оделяет, а домашних заела совсем».  Варвара отпускает Тихона тайком от матери выпить в гостях и, оставшись вдвоём с Катериной, беседует о домашних отношениях, о Тихоне. Катерина рассказывает о счастливом детстве в родительском доме, мечтает раскинуть руки и полететь и, признается, что с ней происходит «неладное что-то». Варвара догадывается, что Катерина кого-то полюбила, и обещает по отъезде Тихона устроить свидание. Появляется сумасшедшая барыня, грозящая тем, что «красота-то в самый омут ведёт», и пророчит адские муки.
Второе действие, происходящее в доме Кабановых, начинается разговором Феклуши с горничной Глашей. Странница расспрашивает о домашних делах Кабановых и передаёт баснословные рассказы о дальних странах. Появившиеся Катерина и Варвара, собирающие Тихона в дорогу, продолжают разговор об увлечении Катерины, Варвара называет имя Бориса, передаёт от него поклон и уговаривает Катерину спать с ней в беседке в саду после отъезда Тихона. Кабаниха велит Тихону строго наказывать жене, как жить без него, Катерину унижают эти формальности. Наедине с мужем она умоляет его взять её в поездку. После отказа пытается дать ему страшные клятвы в верности, но Тихон не хочет их слушать. Тихон уезжает. Варвара, уходя гулять, сообщает Катерине, что они будут ночевать в саду, и даёт ей ключ от калитки.
Следующее действие происходит на скамейке у ворот кабановского дома. Феклуша и Кабаниха беседуют. Появляется Дикой с жалобами на свою семью, Кабаниха упрекает его за беспорядочное поведение, он пытается ей грубить, но Кабаниха это пресекает и уводит его в дом. Пока Дикой угощается, приходит Борис, чтобы узнать, где глава семейства. Вернувшаяся Варвара велит ему ночью приходить к калитке в овраге за кабановским садом.
Вторая сцена представляет ночное гулянье молодёжи, на свидание к Кудряшу выходит Варвара и велит Борису подождать. Происходит свидание Катерины и Бориса. После колебаний, мыслей о грехе Катерина не в силах противиться проснувшейся любви.
Всё четвёртое действие, происходящее на улицах Калинова, — на галерее полуразрушенного здания с остатками фрески, представляющей геенну огненную, и на бульваре, — идёт на фоне собирающейся и наконец разразившейся грозы. Начинается дождь, и на галерею входят Дикой и Кулигин, который принимается уговаривать Дикого дать денег на установку солнечных часов на бульваре. В ответ Дикой его бранит. Стерпев брань, Кулигин просит денег на громоотвод. Тут Дикой заявляет, что от посланной в наказание грозы «шестами да рожнами какими-то, прости Господи, обороняться» грех. Сцена пустеет, затем на галерее встречаются Варвара и Борис. Она сообщает о возвращении Тихона. Катерина хочет признаться мужу в измене. Борис умоляет отговорить Катерину от признания и исчезает. Катерина с ужасом ждёт, что её, не покаявшуюся в грехе, убьёт молнией, появляется сумасшедшая барыня, грозящая адским пламенем, Катерина не может более крепиться и прилюдно признается мужу и свекрови в том, что «гуляла» с Борисом. Кабаниха злорадно заявляет: «Что, сынок! Куда воля-то ведёт; <…> Вот и дождался!».
Последнее действие снова на высоком берегу Волги. Тихон жалуется Кулигину на своё семейное горе, на то, что мать говорит о Катерине: «Её надо живую в землю закопать, чтоб она казнилась!» «А я её люблю, мне её жаль пальцем тронуть». Кулигин советует простить Катерину, но Тихон объясняет, что при Кабанихе это невозможно. Не без жалости говорит он и о Борисе, которого дядя посылает в Кяхту. Входит горничная Глаша и сообщает, что Катерина исчезла. Тихон боится, как бы «она с тоски-то на себя руки не наложила!», и вместе с Глашей и Кулигиным уходит искать жену. Появляется Катерина, она жалуется на отчаянное положение в доме и тоску по Борису. Её монолог заканчивается страстным заклинанием: «Радость моя! Жизнь моя, душа моя, люблю тебя! Откликнись!». Входит Борис. Она просит его взять её с собой в Сибирь, но понимает, что отказ Бориса вызван действительно полной невозможностью уехать вместе с ней. Она благословляет его в путь, жалуется на гнетущую жизнь в доме, на отвращение к мужу. Простившись с Борисом, Катерина мечтает о смерти. Подойдя к обрыву, она прощается с уехавшим Борисом: «Друг мой! Радость моя! Прощай!» и уходит.
За сценой слышен крик: «Женщина в воду бросилась!». Тихон порывается бежать к ней, но мать его не пускает со словами: «Прокляну, коли пойдёшь!». Тихон падает на колени. Через некоторое время Кулигин вносит тело Катерины. «Вот вам ваша Катерина. Делайте с ней, что хотите! Тело её здесь, возьмите его; а душа теперь не ваша; она теперь перед судией, который милосерднее вас!»
Бросаясь к Катерине, Тихон обвиняет мать: «Маменька, вы её погубили!» и, не обращая внимания на грозные окрики Кабанихи, падает на труп жены. «Хорошо тебе, Катя! А я-то зачем остался жить на свете да мучиться!» — этими словами Тихона завершается пьеса.

## В ролях
- Варвара Массалитинова — Марфа Игнатьевна Кабанова (Кабаниха)
- Иван Чувелёв — Тихон Кабанов, сын Кабановой
- Алла Тарасова — Катерина Петровна Кабанова, жена Тихона
- Ирина Зарубина — Варвара Кабанова, сестра Тихона
- Михаил Тарханов — Савел Прокофьевич Дикой, купец
- Михаил Царёв — Борис Григорьевич, племянник Дикого
- Михаил Жаров — Ваня Кудряш, приказчик Дикого
- Екатерина Корчагина-Александровская — Феклуша, странница
- Степан Крылов — приказчик (нет в титрах)

## Съёмочная группа
- Автор сценария и режиссёр: Петров, Владимир Михайлович
- Оператор: Вячеслав Горданов
- Художник: Николай Суворов
- Композитор: Владимир Щербачёв

## Награды
- 1934 — МКФ в Венеции (Кубок одному из шести лучших фильмов — Владимир Петров)